# 田中直樹 (お笑い芸人)
田中 直樹（たなか なおき、1971年〈昭和46年〉4月26日 - ）は、日本のお笑いタレント、司会者、俳優。お笑いコンビ・ココリコのリーダーでボケ担当。相方は遠藤章造。大阪府豊中市庄内出身。吉本興業所属。

## 経歴

### お笑いデビューまで
豊中市立豊島小学校、豊中市立第四中学校卒業。小学生の頃から野球を始め、中学では後に相方となる遠藤と同じ準硬式野球部に所属し、副主将を務めた。ポジションはキャッチャー。
その後、大阪府立桜塚高等学校に入学し、ハンドボール部に所属。高校卒業後は大阪デザイナー専門学校に進学。卒業後に、サラリーマンを退職し覚悟を決めた遠藤に誘われオーディションへ。結果は合格し、「ココリコボンバーズ」を結成。大阪出身だが、吉本興業東京本社からデビューした。

### ココリコ以外での活動
元妻は小日向しえ。2003年6月に結婚、2017年5月2日に所属事務所を通じて離婚を発表、2人の男児の親権は田中が持つ。
役者としても活動しており、『世にも奇妙な物語』（フジテレビ）1999年秋の特別編の一編である「逆男」にてドラマ初主演を果たしているほか、三谷幸喜監督の2001年公開映画『みんなのいえ』出演、2005年公開映画『逆境ナイン』の高校野球の監督役、2006年公開映画『サイレン 〜FORBIDDEN SIREN〜』の島の医者役など幅広い役柄を演じている。
2008年公開の映画『チーム・バチスタの栄光』では麻酔医役を務めた。
2008年12月、世界のナベアツ（渡辺鐘）がプロデュースのお笑い芸人竹馬アイドルユニット『紫SHIKIBU』に加入、2009年2月11日にCDデビューを果たす。
2009年10月17日、本公開の映画『ファイナル・デッドサーキット』では吹き替えで主演を務める。
2016年から、朝の情報番組『ZIP!』の司会を4年半務めていた。ドラマ『砂の塔〜知りすぎた隣人』で、主人公の夫役を演じた。
2018年6月24日に海洋管理協議会のアンバサダーに就任。
2022年3月1日に大河ドラマ 『鎌倉殿の13人』への出演が発表され、大河デビュー。

## 人物
- 遠藤とは小学一年生のときに初めて知り合い、中学校で同じクラスになりそこから仲良くなった。
- 長身痩躯な体型としゃくれた顎が特徴。髪の毛は徐々に薄毛になりつつある。また、かなり体毛が濃いとのこと。特に腕の毛の濃さを指摘されることが多く、食べ物系の企画があると「その毛が不潔」「毛のせいで食欲を無くす」などとガキの使いメンバー（特に松本）から指摘されることが多くなっている（2025年現在、腕毛は脱毛済み）。
- 好きなウィンナーは「シャウエッセン」と公言している。
- 趣味は北京語、動物、天体、NBA、映画観賞。
- ダイビングライセンスを持つ[3]。
- 『ダウンタウンのガキの使いやあらへんで!』のレギュラーメンバーの中では、月亭方正と仲が良い。2人がまだ貧乏だった若手時代、方正がゲームを売って得た60円で1つのコロッケを分け合った。方正は無言で小さい方のコロッケを手にし、大きい方を田中に食べさせてくれたという[4]。
- 他に仲の良い芸人は加藤浩次（極楽とんぼ）、田村亮（ロンドンブーツ1号2号）、藤井隆などで、いずれも若手時代から付き合いが長い。加藤と亮とは加藤のグループである「オフィス加藤」の一員である。特に加藤とは映画好きという共通の趣味があり、雑誌コーナーで「ココらくビデオ」というコーナーを持っていた。同じ誕生日という事もあり、お互いの誕生日を祝い合う間柄。
- 藤井隆と海外旅行を計画する際、地球儀を持ってきた。
- 人見知りを自称する堂本剛であるが田中とは馬が合い、プライベートでも遊ぶ程仲が良いという。
- 2019年7月11日、ZIP!公式YouTubeチャンネルで配信された動画では、共演していた日本テレビアナウンサーの徳島えりかから、「理想の旦那さん、理想のパパ第1位です」と褒められたが、田中は「バツついてますけど」と切り返し、その場を笑いに包んだ。そして、その後も「やさしくて面白くていろんな人を目にかけてくれて」と徳島からの賞賛は続いた。
- 映画監督の三谷幸喜とも作品出演を機に交友があるが、以前三谷がフィギュアのコレクションを見せると約束しながら、自宅を訪れた田中を玄関の外で応対し結局は中に招き入れなかった一方で、2012年にガキの使いの企画で番組での自分の扱いに不満を持った田中が、荒れた私生活を送るさまをドキュメントタッチで見せる企画『破天荒田中（我が田中）』では、狂気を覗かせる行為を街中で人目も顧みずに行うという普段の繊細な田中のイメージからかけ離れた役を演じた。放送後には、三谷から「素晴らしかった」と電話で連絡が入ったという[5]。
- 上述の『破天荒田中（我が田中）』は2025年現在、全2回が放送されている。
- 動物好きである。過去に出演していた『飛び出せ!科学くん』で動物特集の回はいつにもまして饒舌になっていた。その一面を買われて『ナショナルジオグラフィックチャンネル』公式サイトにおいてコラム“ココリコ田中の生きものこれ知ってた?”を連載（全6回）。
- 自身はバスケットボール経験者ではないが、NBAのファンの1人である。お気に入りの選手はケビン・ガーネット[6]。
- ますだおかだの岡田圭右からは「直樹さん」と呼ばれていたり、西川貴教、堂本剛、YOUからは「たなやん」と呼ばれている。
- 朝5時起床。子供が起きるまでココリコのYouTubeチャンネル「ココリコチャンネル」のネタを考えている[7]。
- 24歳の頃には月々の収入の差が激しく、2日くらい何も食べられない時があった。田中の2年先輩にあたる前田登（はりけ～んず）に電話したところ、「何か食わしてやるから、こっちまで来い」と言ってくれご飯を食べさせてくれた事がある[8]。
- 芸能界イチの動物マニアであり、特にサメが大好き。2015年には、書籍「図解 生き物が見ている世界（学研）」を発売。
- 極度のビビりで、リアクションが大きい。しかし、2019年に放送した絶対に笑ってはいけない青春ハイスクール24時!でのタイキック時のリアクションや、30回転した後に真っ直ぐ進む際には、なぜか逆方向に目が回ったり、冷たいシチューを熱々に食べる演技を上手くこなすことから、「本当はリアクションを演技でやっているのではないか」と、ガキの使いのメンバーから疑われ、最終的には過去に行われた驚いてはいけないの時の仰け反る驚き方も演技していると言われていた。
- 2021年、「ダウンタウンのガキの使いやあらへんで！」 にて過去数十年にわたるガキメンバーから受けた酷い仕打ちの復讐劇を田中が開始するというジョーカーのパロディ企画「TANAKER」が放送された[9]。
- 2024年、誰に聞いても「エピソードが薄い」という田中とのエピソードを競い合う「田中－1GP」が放送された。松下由樹は田中について「打ち上げで田中さんが何を飲み何を食べ何を話したのか本当に思い出せない。」「無味無臭」と印象を語り、ZIP!で共演していた10年以上の付き合いの川島海荷は田中について「感情があるようなないような」「「田中さんは、信頼できるしやさしい。田中さんがスタジオの人達を笑わせて、収録楽しかったなと思って家に帰って田中さんが言ってたこと振り返るけど、何が面白かったかよくわからない。」と話し、収録後に田中とツーショット写真を撮った際には「田中さんとのツーショット探したら無くって。(撮ってくれて)ありがとうございます」と田中に話した。八嶋智人は田中について「アーティストだしそこはものすごい尊敬してるけど、飲みの席で田中派か遠藤派かという話で盛り上がっていたところ何にも田中くんしゃべんないなと思ってパって見たら(田中が)「うあああ、ああああ」「もうやめてくれ・・・もう聞きたくない!」と店を出て行った。」という。またこの収録で田中は全身白スーツに黒の靴をあしらって登場したが、これは田中の間違いで田中は用意されていた白の靴を履き忘れて収録を続けていた。この事実を知らされた浜田雅功は「怖っ!!!」とつぶやいた。優勝したのは松下由樹だった[10][11]。

## 出演
単独での出演のみ。

### テレビ番組

#### レギュラー番組
現在の出演番組
- 池の水ぜんぶ抜く（2017年1月15日 - 、テレビ東京） - MC[12]
- アカデミーナイトG（2019年4月2日 - 、TBS） - MC[12]
- とびっきり!しずおか 土曜版（2019年4月 - 、静岡朝日テレビ)
- マイナビ Be a booster! B.LEAGUEウィークリーハイライト (2021年10月7日 - 、BS11) -
- 未病息災を願います（2024年8月25日、9月8日、2025年4月27日 - 、NHK Eテレ）

MC
過去の出演番組
- ランキンの楽園（2006年11月24日 - 2008年9月12日、毎日放送・TBS系）
- 〜ジョーデキ!POP COMPANY〜POP屋（2008年4月7日 - 9月22日、フジテレビ）
- おじょママ!F（2008年4月- 2009年3月、関西テレビ）
- チェック!ザ・No.1（2008年10月 - 2009年3月、毎日放送・TBS系）
- 飛び出せ!科学くん（2009年4月 - 2011年9月、TBS）
- ちょこっとイイコト 〜岡村ほんこん♥しあわせプロジェクト〜 (2011年9月9日 - 2011年12月23日、テレビ東京) - 芸能人サポーター
- E-Girlsが！モンクの叫び（2011年10月14日 - 2012年9月21日、TBS）
- テレビで中国語（2012年4月3日 - 2013年3月19日、NHK Eテレ）※ナビゲーター
- 超平凡博士★タナカ（2011年11月5日 - 2013年3月30日、TBS）
- クイズ 100人力（2012年10月27日 - 2015年3月、NHK総合)
- アイ・アム・冒険少年（2014年4月23日 - 2015年3月26日・2020年5月25日 - 2024年3月4日、TBS）[12]
- 探Q!Aトリップ（2015年1月24日 - 2016年3月19日、テレビ愛知）※月1回
- 1個だけイエロー（2015年4月24日 - 2017年3月30日、メーテレ） - MC[14]
- ZIP!（2016年10月6日 - 2021年3月25日、日本テレビ）- 木曜パーソナリティー[12][15]
- さし旅 （2017年8月17日 - 2020年12月8日、NHK総合）- 進行補佐
- 日本創造紀行 和ーティスト（2018年4月7日 - 6月23日、BS11） - MC
- 新説!所JAPAN→所JAPAN（2018年10月29日 - 2023年3月21日、関西テレビ） - 準レギュラー[12]
- 日本全国なんでも甲子園（2022年4月23日 - 2023年3月25日、BSよしもと）
- 再発見!みっけばなし（2022年10月 - 2023年9月、BSよしもと）

#### スペシャル番組
＊MCもしくはメインキャスト
現在
- LIFE!〜人生に捧げるコント〜（2012年9月1日 - 、NHK総合）
- 昼めし旅SP（2014年12月30日 - 、テレビ東京）- 司会者
- 爆笑問題の深海WANTED（2017年5月21日・2019年5月19日 - 、テレビ静岡）
- 私たちは海の90%を知らない（2025年1月13日・3月29日、テレビ東京）[16]

過去
- ミュージック×ドラマスペシャルMの司会者（2006年10月13日、フジテレビ）※主演・小机進 役
- 内村・田中の知られざるハウツー世界正しい空の飛び方（2009年10月9日、フジテレビ）
- ココリコ田中直樹の尾道フォト散歩（2009年9月19日、広島テレビ）
- 井上ひさしとてんぷくトリオのコント（2012年7月8日、NHK BSプレミアム）
- コントの劇場 〜The Actors' Comedy〜（2013年1月26日・5月31日・8月30日・11月29日、NHK BSプレミアム）
- 娯楽百分百（2013年2月18日、八大電視）
- 小さなセカイの大きなチカラ ミクロワールド大冒険 （2013年7月20日、MBS）[17]
- メ～テレ開局55周年記念番組「メ～テレトップ会談」(2017年2月25日、メーテレ）[18]
- 生命38億年スペシャル 人間とは何だ（2017年8月14日、TBS） - リポーター
- キングオブコント2017（2017年10月1日、TBS）- スペシャルナビゲーター[19]
- 歌のゴールデンヒット（2017年10月2日、TBS）- MC
- 自給自足ってどうですか？〜幸せのヒントを探ってみた〜（2020年11月21日・2021年5月29日、BS-TBS）
- あなたの街から1.5℃の約束 （2022年11月12日、BSよしもと）- MC[20]
- 恐竜超世界２（2023年3月21日 - 26日、NHK）
- 生きものさんいらっしゃい! （2023年3月31日、NHK Eテレ）- MC[21]
- しあわせリストコノサキのコトコノサキのキッチンを心地よく整える （2023年7月7日、NHK Eテレ）- MC
- 万博1ヶ月前!生放送スペシャル（2025年3月13日、NHK大阪放送局）- MC[22]

### インターネット
- よしログ（2009年 - 2011年、GYAO!）※月1レギュラー
- 田中・ねむの『ひらめけ！デンキッキ』（2017年10月21日 - 2019年3月23日、KawaiianTV） - MC[23]
- 極楽とんぼKAKERUTV（2017年 - 2019年3月29日、AbemaTV AbemaGOLDEN9）※準レギュラー
- きらめけ!デンパッパ（2019年4月6日 - 8月24日、KawaiianTV） - MC[24]

### テレビドラマ
- 燃えろ!!ロボコン 第27話（1999年8月1日、テレビ朝日） - 通行人 役
- 世にも奇妙な物語 秋の特別編「逆男」（1999年9月、フジテレビ） - 主演・志村 役
- 明日があるさ（2001年4月 - 6月、日本テレビ） - 田中 役
- ガッコの先生（2001年10月 - 12月、TBS） - 小野寺敦 役
- 怪奇大作戦 セカンドファイル（2007年4月、BS-hi） - 主演・三沢京助 役
- 未来遊園地（2007年9月28日、テレビ朝日） - 主演・長谷部達也 役
  - 未来遊園地2（2008年3月28日、テレビ朝日）
- ロス:タイム:ライフ 第6節「ヒーローショー編」（2008年3月8日、フジテレビ） - 主演・北澤光一 役
- リセット スペシャル（2009年1月15日、日本テレビ） - 園田照彦 役
- リセット（2009年1月 - 4月、日本テレビ） - 主演・アンリ 役
- 連続ドラマ小説 木下部長とボク（2010年1月 - 4月、読売テレビ） - 神奈川大介 役
- 本日は大安なり（2012年1月 - 3月、NHK総合） - 十倉純一 役
- プラチナタウン（2012年8月 - 9月、WOWOW） - 牛島幸太郎 役
- 勇者ヨシヒコと悪霊の鍵 第9話（2012年12月7日、テレビ東京） - モルガン 役
- LINK（2013年10月 - 11月、WOWOW） - 沢田勉 役
- 慰謝料弁護士〜あなたの涙、お金に変えましょう〜（2014年1月 - 3月、読売テレビ） - 主演・袴田幸男 役
- アリスの棘（2014年4月 - 6月、TBS） - 千原淳一 役
- マザー・ゲーム〜彼女たちの階級〜（2015年4月 - 6月、TBS） - 墨川区役所職員 役
- アイムホーム 第2話（2015年4月23日、テレビ朝日） - 山野辺俊 役
- 仮カレ（2015年11月 - 12月、NHK BSプレミアム） - 佐野良晴 役
- 猫侍 玉之丞 江戸へ行く（2016年2月、独立局などの共同制作） - 主演・飛松 役
- 叡古教授の事件簿（2016年5月21日、テレビ朝日） - 南波陽人 役 [25]
- 朝が来る（2016年6月 - 7月、東海テレビ・フジテレビ） - 栗原清和 役[26]
- 砂の塔〜知りすぎた隣人（2016年10月 - 12月、TBS） - 高野健一 役
- 家政夫のミタゾノ 最終話（2016年12月9日、テレビ朝日） - 富田健吾 役（特別出演）
- 増山超能力師事務所（2017年1月5日 - 3月23日、読売テレビ） - 主演・増山圭太郎 役
- 連続ドラマJ 「浅田次郎 プリズンホテル」（2017年10月 - 12月、BSジャパン） - 主演・花沢一馬 役[27]
- 警視庁ゼロ係〜生活安全課なんでも相談室〜 THIRD SEASON 第3話（2018年8月17日、テレビ東京） - 田中直樹（本人役）
- ハラスメントゲーム 第1話（2018年10月15日、テレビ東京） - 武藤譲 役
- 我が家のヒミツ 第1話（2019年3月3日、NHK BSプレミアム） - 山本清志 役
- 生田家の朝（2019年10月3日、日本テレビ、ZIP!内に放送） - コモリ 役
- 江戸モアゼル〜令和で恋、いたしんす。〜（2021年1月7日 - 3月11日、読売テレビ）- 蔵地雄彦 役[28]
- 大河ドラマ 鎌倉殿の13人 第14回・第19回・第22回・第24回・第34回（2022年4月 - 9月、NHK総合）- 九条兼実 役
- 星新一の不思議な不思議な短編ドラマ「買収に応じます」（2022年8月2日、NHK BSプレミアム）[29]
- ブラッシュアップライフ（2023年1月8日 - 3月12日、日本テレビ） - 近藤寛 役[30]
- 異世界居酒屋「のぶ」Season3 〜皇帝とオイリアの王女編〜（2023年1月13日 - 、WOWOW） - 中務卿・ゼバスティアン 役[31]
- マイ・セカンド・アオハル 第1話（2023年10月17日、TBS） - 大川清治 役
- ジャンヌの裁き（2024年1月12日 - 3月8日、テレビ東京） - 桧山卯之助 役[32]
- 誰も知らない明石家さんま「芸人がアイドルに勝った日〜タブーを破った禁断の一日」（2024年12月1日、日本テレビ）[33]
- ホットスポット（2025年1月12日 - 3月16日、日本テレビ） - 奥田貴弘 役[34]
- イグナイト -法の無法者- 第3話 - 第5話・第9話 - 最終回（2025年5月2日 - 16日・6月13日 - 27日、TBS） - 千賀光一 役[35]

### ネットドラマ
- うつヌケ（2018年秋配信 Hulu） - 主演・田中圭一 役[36]
- 終わらせる者（2022年9月22日 配信、LINE NEWS VISION）- 齋藤永和 役[37]
- おとなになっても（2025年4月26日配信、Hulu） - 岩上隼人 役[38]

### 映画
- みんなのいえ（2001年） - 飯島直介 役 ※日本アカデミー賞新人俳優賞
- 犬と歩けば チロリとタムラ（2004年） - 主演・岡村靖幸 役
- 逆境ナイン（2005年） - 榊原剛 役
- THE 有頂天ホテル（2006年） - 飯島直介 役※カメオ出演
- サイレン 〜FORBIDDEN SIREN〜（2006年） - 南田豊 役
- アルゼンチンババア（2007年） - 向井守 役
- 全然大丈夫（2008年） - 湯原 役
- チーム・バチスタの栄光（2008年） - 氷室貢一朗 役
- ゼブラーマン -ゼブラシティの逆襲-（2010年） - TV版ゼブラーマン / 市場純市 役
- 宇宙で1番ワガママな星（2010年公開）
- おかえり、はやぶさ（2012年） - 岩松大吾 役
- だCOLOR?〜THE脱獄サバイバル（2016年） - 主演・終身刑の政治犯 ヤマザキ 役[39]
- 猫侍 玉之丞 江戸へ行く（2016年）- 飛松（飛脚）役
- 金メダル男（2016年） - 中野先生 役
- 増山超能力師事務所 激情版は恋の味（2018年） - 主演・増山圭太郎 役
- 快盗戦隊ルパンレンジャーVS警察戦隊パトレンジャー en film（2018年） - エルロック・ショルメ[40] 役
- あの日のオルガン（2019年） - 脇本滋 役
- 牛首村（2022年2月18日） - 雨宮直樹 役[41][42][43]
- スパイスより愛を込めて。（2023年6月2日） - 山本直哉 役[44][45]

### 舞台
- ONEOR8莫逆の犬（2008年）
- 『Re:』Session 5（2014年12月22日）[46]

### アテレコ
※太字はメインキャラクター

#### テレビアニメ
- おでんくん（2005年4月 - 2014年12月、NHK教育（第1作）、朝日放送（第2作）） - 神様 役
- ぢべたぐらし あひるの生活（2013年4月 - 2014年3月、NHK BSプレミアム） - ナレーター
- 忍たま乱太郎（2018年12月19日、Eテレ） - 忍者タナカ 役[47]

#### 劇場アニメ
- 河童のクゥと夏休み（2007年） - 上原保雄 役[48]
- 昆虫物語 みつばちハッチ〜勇気のメロディ〜 （2010年） - クネクネ 役
- くまのがっこう（2010年） - ケイティのパパ 役
- クレヨンしんちゃん 嵐を呼ぶ!オラと宇宙のプリンセス（2012年） - イケメンB 役[49]
- バイオレンス・ボイジャー（2019年） - ジョージ 役[50]

#### 吹き替え
- マスク2（2005年） - 主演・ティム 役
- ファイナル・デッドサーキット 3D（2009年） -  主演・ニック・オバノン 役
- アマゾン大冒険～世界最大のジャングルを探検しよう！～（2015年） - ナレーター[51]
- ジュラシック・ワールド（2017年、日本テレビ版） - ジミー・ファロン 役[52]
- スペース・プレイヤーズ（2021年） - ザ・ブロウ 役〈アンソニー・デイビス〉[53]
- みいつけた!（2021年11月28日、NHK Eテレ） - ココベエさん役

### ドキュメンタリー
- NHKスペシャル 病の起源 プロローグ 人類進化700万年の宿命（2013年5月18日、NHK）

### DVD
- 「ペルソネル活動」 - 2005年10月26日より、田中個人名義でのコントDVDを3か月ごと1巻、全5巻で発売

### インターネット生配信
- よしもとオンライン“よしもと学園! Yahoo!先生”（2009年1月17日- よしもと劇場 毎週土曜日 22:00-23:20）
- 田中圭24時間テレビ（2018年12月15日 - 12月16日、AbemaSPECIAL2） - 熱く語る記者 役[54]

### 機内ビデオ番組
- JALオリジナル機内番組「よしもとJALTV」第一弾（2009年12月 - 2010年1月、日本航空機内で上映）

### CM
- JAバンク
- 任天堂「FOREVER BLUE海の呼び声(Wii)」(2009年)
- 花王 ハミングファイン - 吉田羊と共演
- プロミス（2018年3月 - 2023年9月29日） - なん太 役[55]

### 連載
- ナショナルジオグラフィックチャンネル - 公式webサイトにおいてコラム連載。「ココリコ田中の生きものこれ知ってた?」（2015年6月 - 終了）[56]

### ラジオ番組
- ココリコ・田中直樹と藤井隆のオールナイトニッポン（2017年11月21日 - 2017年12月、ニッポン放送）[57]
- 渋谷で田中直樹が（2018年10月27日 - 2020年3月28日、渋谷のラジオ）[58]
- パンサー向井の＃ふらっと（2022年3月29日 - 、TBSラジオ) - 火曜パートナー[59]

## 受賞歴
- 2001年
  - 第25回日本アカデミー賞 新人俳優賞・話題賞（俳優部門）（『みんなのいえ』）[60]
  - 第29回ザテレビジョンドラマアカデミー賞 新人俳優賞（『明日があるさ』）[61]
- 2005年度笑いの祭典!! ザ・ドリームマッチ'05、三村マサカズと（さまぁ〜ず）優勝ペア
- 2013年度 第7回 ベスト・プラウド・ファーザー賞 in 関西（芸能部門）[62]

## 書籍
- ココリコ田中×長沼毅 presents 図解 生き物が見ている世界（2015年7月、学研パブリッシング）ISBN 978-4054063112[63]